# Željeznička pruga Zagreb Glavni kolodvor – Sisak – Novska
Željeznička pruga Zagreb – Sisak – Novska (oznaka: M502) je pruga duga 116,7 km koja povezuje Zagreb sa Siskom i Novskom. Dio je Paneuropskog koridora X. Prije je bila dio Orient Expressa.
Zapadni završetak pruge je Zagrebački Glavni kolodvor gdje se povezuje s prugama Savski Marof – Zagreb, Zagreb – Dugo Selo i Zagreb – Rijeka, kao i s brojnim drugim prugama u Zagrebačkom željezničkom čvoru. U Sisku se pruga povezivala s prugom Željeznička pruga Sisak-Caprag – Karlovac koja je zatvorena zbog razaranja u Domovinskom ratu. Dalje na jugoistoku se spaja s prugom Sunja – Voljina kod Sunje. Na istočnom završetku pruge, u Novskoj, spaja se s prugama Dugo Selo – Novska i Novska – Tovarnik prema Vinkovcima i dalje prema Beogradu.
Prema voznomu redu za 2018. godinu, na relaciji Zagreb – Sisak radnim danom prometuje 15 parova vlakova, dok vikendom prometuje sedam do devet parova vlakova. Najveći dio prometa obavlja se suvremenim niskopodnim elektromotornim vlakovima HŽ 6112.

## Infrastruktura
Željeznica je jednokolosječna i elektrificirana pomoću sustava 25kV 50Hz AC. Najveća dopuštena brzina uz željeznicu znatno varira. Na dionici Zagreb Glavni kolodvor – Zagreb Klara maksimalna brzina ograničena je na 90 km/h. Između Klare i Velike Gorice brzina je ograničena na 120 km/h. Na dionici Velika Gorica – Turopolje ograničenje je postavljeno na 100 km/h, a na dionici Turopolje – Greda povećana je na 140 km/h. Na dionicama Greda – Sunja i Hrvatska Dubica – Novska najveća brzina ograničena je na samo 60 km/h, dok se ograničenje od 80 km/h primijenjena između Sunje i Hrvatske Dubice.
- Kolodvor u Velikoj Gorici
- Pruga kod Siska
- Kolodvor u Lekeniku
- Kolodvor u Novskoj

## Vanjske poveznice
- Odluka o razvrstavanju željezničkih pruga Narodne novine br.3/2014.